# L'Apprentie amoureuse
Série
L'amour a toujours raison
(1949)
Pour plus de détails, voir Fiche technique et Distribution.
L'Apprentie amoureuse (Kiss and Tell) est un film américain réalisé par Richard Wallace, sorti en 1945.

## Synopsis
Les péripéties de deux amies adolescentes, Mildred et Corliss, qui tourmentent leurs familles respectives par leur frivolité.

## Fiche technique
- Titre : L'apprentie amoureuse
- Titre original : Kiss and Tell
- Réalisation : Richard Wallace, assisté d'Earl Bellamy
- Scénario : F. Hugh Herbert
- Production : Sol C. Siegel
- Société de production : Columbia Pictures
- Sociétés de distribution : Columbia Pictures
- Photographie : Charles Laughton Jr.
- Montage : Charles Nelson
- Musique : Werner R. Heymann
- Direction artistique : Stephen Goosson et Van Nest Polglase
- Décors : Joseph Kish
- Costumes : Jean Louis
- Pays de production : États-Unis
- Langue : anglais
- Format : noir & blanc - Son : Mono (RCA Sound System)
- Genre : Comédie
- Durée : 90 minutes
- Dates de sortie : 
  - États-Unis : 4 octobre 1945
  - France : 17 septembre 1947

## Distribution
- Shirley Temple : Corlisse Archer
- Walter Abel : Harry Archer
- Virginia Welles : Mildred Pringle
- Darryl Hickman : Raymond Pringle
- Mary Philips : Dorothy Pringle
- Katharine Alexander : Janet Archer
- Robert Benchley : oncle George Archer
- Jerome Courtland : Dexter Franklin
- Porter Hall : Bill Franklin
- Tom Tully : Bob Pringle
- Edna Holland : Mary Franklin